# Colton Brown
Colton Brown (ur. 8 października 1991) – amerykański judoka. Dwukrotny olimpijczyk. Zajął dziewiąte miejsce w Rio de Janeiro 2016 i Tokio 2020. Walczył w wadze średniej.
Uczestnik mistrzostw świata w 2013, 2015, 2017, 2018, 2019. Startował w Pucharze Świata w latach 2011, 2013–2019. Zdobył cztery medale na mistrzostwach panamerykańskich w latach 2016 – 2020.

## Letnie Igrzyska Olimpijskie 2016
| Konkurencja | Rundy eliminacyjne            | Rundy eliminacyjne      | Klas. końcowa |
| Konkurencja | Przeciwnik I                  | Przeciwnik II           | Miejsce       |
| ----------- | ----------------------------- | ----------------------- | ------------- |
| 90 kg       | Iszlam Monier Suliman (SUD) Z | Alexandre Iddir (FRA) P | 9.            |